# 比利时历史
| 欧洲低地国家的历史                                                                        | 欧洲低地国家的历史                                                                        | 欧洲低地国家的历史                                                                        | 欧洲低地国家的历史                                                                        | 欧洲低地国家的历史                                                      | 欧洲低地国家的历史                                                      | 欧洲低地国家的历史                                                      | 欧洲低地国家的历史                                                      | 欧洲低地国家的历史                                                      |
| ----------------------------------------------------------------------------------------- | ----------------------------------------------------------------------------------------- | ----------------------------------------------------------------------------------------- | ----------------------------------------------------------------------------------------- | ----------------------------------------------------------------------- | ----------------------------------------------------------------------- | ----------------------------------------------------------------------- | ----------------------------------------------------------------------- | ----------------------------------------------------------------------- |
| 弗里斯人                                                                                  |                                                                                           |                                                                                           | 贝尔盖人                                                                                  | 贝尔盖人                                                                | 贝尔盖人                                                                | 贝尔盖人                                                                | 贝尔盖人                                                                | 贝尔盖人                                                                |
|                                                                                           | 卡纳内 菲特人                                                                             | 沙马维人、土班特人                                                                        | 沙马维人、土班特人                                                                        | 比利时高卢 （前55年–约公元5世纪） 下日耳曼尼亚 （公元83年–约公元5世纪） | 比利时高卢 （前55年–约公元5世纪） 下日耳曼尼亚 （公元83年–约公元5世纪） | 比利时高卢 （前55年–约公元5世纪） 下日耳曼尼亚 （公元83年–约公元5世纪） | 比利时高卢 （前55年–约公元5世纪） 下日耳曼尼亚 （公元83年–约公元5世纪） | 比利时高卢 （前55年–约公元5世纪） 下日耳曼尼亚 （公元83年–约公元5世纪） |
|                                                                                           | 卡纳内 菲特人                                                                             | 撒利法兰克人                                                                              |                                                                                           | 巴达维人                                                                | 巴达维人                                                                |                                                                         |                                                                         |                                                                         |
| （无人定居） （约4世纪–5世纪）                                                            | （无人定居） （约4世纪–5世纪）                                                            | 撒克逊人                                                                                  | 撒利法兰克人 （约4世纪–5世纪）                                                            | 撒利法兰克人 （约4世纪–5世纪）                                          | 撒利法兰克人 （约4世纪–5世纪）                                          |                                                                         |                                                                         |                                                                         |
| 帕拉瓦王朝 （约6世纪–734年）                                                              | 帕拉瓦王朝 （约6世纪–734年）                                                              |                                                                                           | 法兰克王国 （481年–843年）—加洛林帝国 （800–843年）                                       | 法兰克王国 （481年–843年）—加洛林帝国 （800–843年）                     | 法兰克王国 （481年–843年）—加洛林帝国 （800–843年）                     | 法兰克王国 （481年–843年）—加洛林帝国 （800–843年）                     | 法兰克王国 （481年–843年）—加洛林帝国 （800–843年）                     | 法兰克王国 （481年–843年）—加洛林帝国 （800–843年）                     |
| 帕拉瓦王朝 （约6世纪–734年）                                                              | 帕拉瓦王朝 （约6世纪–734年）                                                              | 奥斯特拉西亚 （511年–687年）                                                              |                                                                                           |                                                                         |                                                                         |                                                                         |                                                                         |                                                                         |
|                                                                                           |                                                                                           |                                                                                           |                                                                                           |                                                                         |                                                                         |                                                                         |                                                                         |                                                                         |
|                                                                                           |                                                                                           |                                                                                           |                                                                                           |                                                                         |                                                                         |                                                                         |                                                                         |                                                                         |
| 中法兰克王国 （843年–855年）                                                              | 中法兰克王国 （843年–855年）                                                              | 中法兰克王国 （843年–855年）                                                              | 中法兰克王国 （843年–855年）                                                              | 中法兰克王国 （843年–855年）                                            | 西 法兰克王国 （843年–）                                                |                                                                         |                                                                         |                                                                         |
| 洛泰尔王国 （855年–959年） 下洛塔林吉亚公国 （959年–）                                    |                                                                                           |                                                                                           |                                                                                           |                                                                         | 西 法兰克王国 （843年–）                                                |                                                                         |                                                                         |                                                                         |
| 弗里西亞                                                                                  |                                                                                           |                                                                                           |                                                                                           |                                                                         |                                                                         |                                                                         |                                                                         |                                                                         |
| 弗里西亚 自由时期 （11世纪–16 世纪)                                                       | 荷兰 伯国 （880年– 1432年）                                                               | 乌得勒支 主教区 （695年–1456年）                                                          | 布拉班特 公国 （1183年–1430年） 海尔德 公国 （1046年–1543年）                             | 布拉班特 公国 （1183年–1430年） 海尔德 公国 （1046年–1543年）           | 佛兰德 伯国 （862年– 1384年）                                           | 埃诺 伯国 （1071年– 1432年） 那慕尔 伯国 （981年– 1421年）              | 列日 主教区 （980年– 1794年）                                           | 卢森堡 公国 （1059年– 1443年）                                          |
|                                                                                           | 勃艮第属尼德兰 （1384年–1482年）                                                          |                                                                                           |                                                                                           |                                                                         |                                                                         |                                                                         |                                                                         |                                                                         |
|                                                                                           | 哈布斯堡尼德兰 （1482年–1795年） （1543年后称十七省）                                     |                                                                                           |                                                                                           |                                                                         |                                                                         |                                                                         |                                                                         |                                                                         |
| 尼德兰七省共和国 （1581年–1795年）                                                        | 尼德兰七省共和国 （1581年–1795年）                                                        | 尼德兰七省共和国 （1581年–1795年）                                                        | 尼德兰七省共和国 （1581年–1795年）                                                        | 西属尼德兰 （1556年–1714年）                                            | 西属尼德兰 （1556年–1714年）                                            | 西属尼德兰 （1556年–1714年）                                            |                                                                         |                                                                         |
|                                                                                           |                                                                                           |                                                                                           |                                                                                           | 奥属尼德兰 （1714年–1795年）                                            |                                                                         |                                                                         |                                                                         |                                                                         |
|                                                                                           |                                                                                           |                                                                                           |                                                                                           | 比利时合众国 （1790年）                                                 | 比利时合众国 （1790年）                                                 | 比利时合众国 （1790年）                                                 | 列日 共和国 （1789年– 1791年）                                          |                                                                         |
|                                                                                           |                                                                                           |                                                                                           |                                                                                           |                                                                         |                                                                         |                                                                         |                                                                         |                                                                         |
| 巴达维亚共和国 （法国傀儡国，1795年–1806年） 荷兰王国（法） （法国傀儡国，1806年–1810年） | 巴达维亚共和国 （法国傀儡国，1795年–1806年） 荷兰王国（法） （法国傀儡国，1806年–1810年） | 巴达维亚共和国 （法国傀儡国，1795年–1806年） 荷兰王国（法） （法国傀儡国，1806年–1810年） | 巴达维亚共和国 （法国傀儡国，1795年–1806年） 荷兰王国（法） （法国傀儡国，1806年–1810年） | 属法兰西第一共和国 （1795年–1804年） 属法兰西第一帝国 （1804年–1815年） | 属法兰西第一共和国 （1795年–1804年） 属法兰西第一帝国 （1804年–1815年） | 属法兰西第一共和国 （1795年–1804年） 属法兰西第一帝国 （1804年–1815年） | 属法兰西第一共和国 （1795年–1804年） 属法兰西第一帝国 （1804年–1815年） | 属法兰西第一共和国 （1795年–1804年） 属法兰西第一帝国 （1804年–1815年） |
|                                                                                           |                                                                                           |                                                                                           |                                                                                           |                                                                         |                                                                         |                                                                         |                                                                         |                                                                         |
| 联合尼德兰主权公国 (1813年–1815年)                                                        |                                                                                           |                                                                                           |                                                                                           |                                                                         |                                                                         |                                                                         |                                                                         |                                                                         |
| 荷蘭聯合王國 （1815年–1830年）                                                            | 荷蘭聯合王國 （1815年–1830年）                                                            | 荷蘭聯合王國 （1815年–1830年）                                                            | 荷蘭聯合王國 （1815年–1830年）                                                            | 荷蘭聯合王國 （1815年–1830年）                                          | 荷蘭聯合王國 （1815年–1830年）                                          | 荷蘭聯合王國 （1815年–1830年）                                          | 荷蘭聯合王國 （1815年–1830年）                                          | 卢森堡 大公国 (1815年–)                                                 |
| 荷兰王国 （1839年–今）                                                                    | 荷兰王国 （1839年–今）                                                                    | 荷兰王国 （1839年–今）                                                                    | 荷兰王国 （1839年–今）                                                                    | 比利时王国 （1830年–今）                                                | 比利时王国 （1830年–今）                                                | 比利时王国 （1830年–今）                                                | 比利时王国 （1830年–今）                                                | 卢森堡 大公国 (1815年–)                                                 |
|                                                                                           |                                                                                           |                                                                                           |                                                                                           |                                                                         |                                                                         |                                                                         |                                                                         | 卢森堡 大公国 （1890年–今） （完全独立）                                |

无论是地理上还是文化上，比利时都处于欧洲的十字路口，在过去的2000年内，其见证了各种种族与文化的兴盛与衰败。也正因为这样，比利时是欧洲真正的种族熔炉，凯尔特人、罗马人、德意志人、法国人、荷兰人、西班牙人和奥地利人在此都留下了文化的痕迹。

## 史前時代

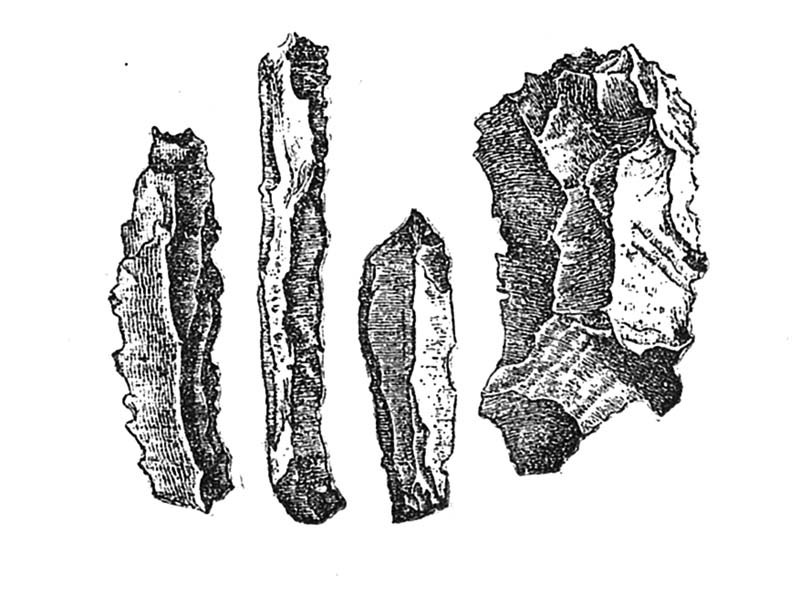
在比利時考古挖掘到的史前石器

在比利時地區曾經發現距今三萬五千年前舊石器時代晚期的遺址. 公元前一千七百年左右，該地區開始使用錢幣；而此人種也是廣義日耳曼民族的一支，羅馬共和國的軍事家凱薩在其著作高盧戰記中，就曾敘述該地的原住民的生活狀況。

## 早期历史（1830年前）

### 羅馬帝國時期
前54年，本地区被罗马共和国将军凯撒征服，当时主要由凯尔特人居住。公元一世纪罗马人建立高卢比利时行省，其领域涵盖了当今比利时、荷兰、卢森堡以及德国西部、法国东北部一部分。行政中心在兰斯。

### 黑暗時期
公元5世纪罗马帝国崩溃后，日耳曼人大举入侵，其中的一支法兰克人随后建立了墨洛温王朝，其领土包括了现在的比利时。墨洛温王朝之后由卡洛林王朝取代。在今比利时地区，形成了佛兰德伯国。

### 中世紀
公元843年，卡洛林王朝查理曼的孫輩们簽署了《凡爾登條約》，將統一帝國瓜分為東、中和西三個部分。佛兰德伯国的斯海尔德河以西部分归属西法兰克，以东部分归属東法蘭克。这也是当今比利时法语区与比利时荷语区分别的由来。
1405年，佛兰德领地女继承人玛格丽特三世与勃艮第公爵菲利普二世结婚，佛兰德遂并入勃艮第公国。到1433年的时候，比利时以及卢森堡、大部分荷兰地区是勃艮第公国的一部分，后来因勃艮第女公爵玛丽嫁给马克西米利安一世，这一地区从而变成奧地利哈布斯堡王朝的领土。以后又因哈布斯堡王朝的联姻与分家，这一地区又被西班牙哈布斯堡王朝统治。但在西班牙王位繼承戰爭後，奧地利取得了比利時。

### 法據時期
1789-1790年间的比利时革命与1789年的法國大革命在时间上交叠，该运动寻求从奥地利获得独立。在Jean-André van der Mersch的指挥下，布拉班特起义军击败了奧地利军队，尼德蘭地區宣布獨立，并成立比利时合众国。但旋即在該年又為奧地利人所重新領有。1794至1795年間南尼德蘭遭到法蘭西第一共和國進攻與占領，與此同時結束了哈布斯堡的統治，他們被切割成九個行政區成為法國的一部分，在1797年奧地利正式簽署條約把該地割讓給法國。
1797年一件具有重要意義的事件爆發：魯汶大學遭到關閉，在法國最初的幾年統治下來，比利時地區經濟完全受到剝削，連安特衛普這個港口都被禁止對外貿易，人民只被允許購買法國高昂的商品，居高不下的稅率，使市場只信賴黃金和白銀，能用的貨幣只有金、銀幣，民不聊生。這段期間約有八十萬比利時人出走。在法據時期荷蘭語不許公開使用，種下今日荷語區和法語區不合的前因，在當時的格言「一個國家，一種語言！」的影響下，法國在公共場合中唯一接受法語，不論是經濟、政治亦或社會事務上，這項措施導致當時被強迫徵召來的比利時籍士兵的不滿，也不難想像在這樣基礎上的軍隊，爾後會遭受戰敗的命運，此舉也被視作為後來反法聯盟戰爭勝利的開端。
1814年拿破崙一世迫於反法聯盟的力量而退位，法國對比利時的統治也旋即結束，但在隔年拿破崙試圖返回法國重掌政權，拿破崙知道他僅有一次反敗為勝的機會，他必須在比利時地區和聯盟一決高下，同年六月十六日他率軍穿越比利時地區。

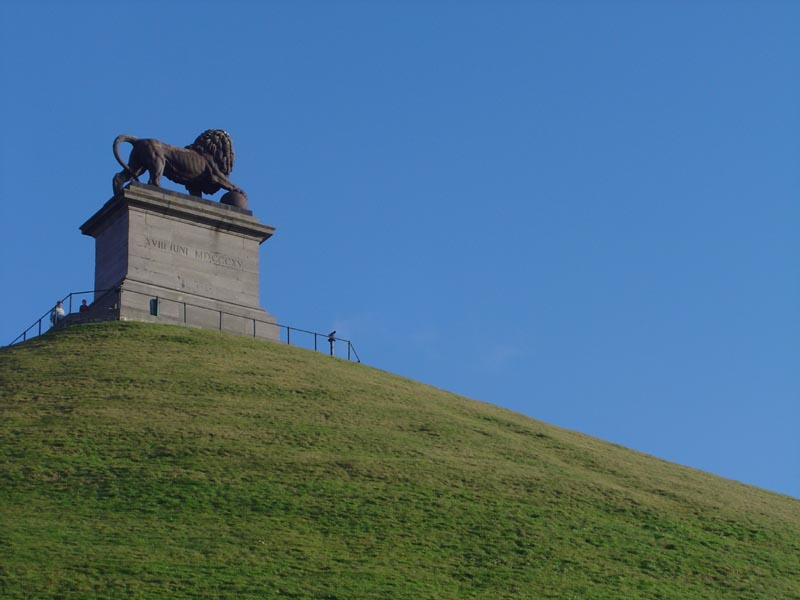
紀念當時所遺留下的銅像

在同年拿破崙的最後一戰於比利時開打，他遭遇到普魯士與英國的軍隊圍攻，在六月十八日拿破崙終於在比利時的滑鐵盧被擊敗，拿破崙可以說是敗在自身的策略以及部屬未能來的即前來救援，次日早晨最後的戰鬥也結束，拿破崙受到再次流放的命運。當時荷蘭國王威廉一世的奧倫治王子在戰場有功，這位王子也就是後來的威廉二世，在1826年年輕的威廉率領的荷蘭軍再次於滑鐵盧打了勝戰，而擊敗了比利時的軍隊。

### 荷據時期

欧洲 - 1814

1815年拿破崙敗於滑鐵盧時，主要的參與國有英國、普魯士以及俄國，這幾個國家在戰後於維也納召開和會，也就是著名的「維也納會議」，會中確立奧屬尼德蘭和尼德蘭共和國共組為荷蘭聯合王國，此舉主要是懼於奧屬尼德蘭留在法國會增加法國的國力，他們決定拥戴一位信奉新教的國王，也就是時任奧倫治親王的威廉一世。

## 独立
1831年，比利时爆发比利時獨立運動，从荷兰统治下独立，成为世袭君主立宪制王国，并选择了一位德国貴族，萨克森-科堡-哥达公国的王子利奥波德作為比利时的第一任国王。
比利时立国后奉行中立政策，但在两次世界大战中都被德国占领。二战以后，比利时放弃中立原则，参加了北约。后来又参加了欧洲经济共同体。

## 殖民主义时代
比利时历史上有一个主要的殖民地：比属刚果，即现在的刚果民主共和国。比属刚果于1885年由柏林会议贈给当时的比利时国王利奥波德二世。利奥波德将此地命名为刚果自由邦，并收为自己的私人领地，进行残酷的统治，同时大量种植橡胶，以满足当时世界对橡胶轮胎的需求。
在国际舆论的压力下，利奥波德于1908年放弃了对刚果的私人统治，把刚果交予比利时政府。后来比属刚果于1960年独立。
1902年比利时在中国天津获得一块租界，1929年声明退还中国，1931年正式举行仪式退还中国。

## 第一次世界大战
1914年第一次世界大战，8月3日德国对法宣战，同时占领宣布中立的比利时，由此来进攻法国。8月4日英国因德国对比利时宣战，随即向德国宣战。

## 第二次世界大战
在第二次世界大战战前，比利时试图寻找保持不结盟的中立政策。但是在1940年5月10日，德军入侵比利时，由此进攻法国。
在1940年比利时被打败后，众多比利时战士和平民设法躲避至英国，并且加入了流亡比利时政府。

## 战后比利时
在过去的半个世纪中比利时作为一个现代化、高科技的欧洲国家而兴盛，它同时也是北约和欧盟的成员国。但是北部说荷兰语的弗拉芒人和南部讲法语的瓦隆人之间长期的紧张关系，最终导致了近些年来的宪法修正案，赋予比利时南北两半正式的自治权，因此比利时现在是一个联邦国家。
2007年6月10日，举行联邦议会选举。

## 現代
2010年比利时议会选举结果显示，分裂派政党“新联盟党”（N-VA）在弗拉芒处于领先地位。而该政党终极目的是与南部的法语区彻底决裂。而荷兰语党派与法语党派对于组建联合政府无法调节，而导致2010年到2011年比利时陷入了长期的无政府状态。